# Xã Eldridge, Quận Stutsman, Bắc Dakota
Xã Eldridge (tiếng Anh: Eldridge Township) là một xã thuộc quận Stutsman, tiểu bang Bắc Dakota, Hoa Kỳ. Năm 2010, dân số của xã này là 123 người.